# 新栄町 (台北市)
新栄町（しんえいちょう）は、日本統治時代の台湾における台北市の行政区画。

## 概要
一丁目から三丁目までで構成された。台北城南門の付近に位置し、当時の市の中心地であった旭町の南方にあった。現在の林森南路、羅斯福路一段、愛国東路、寧波東街、金華街の一部が新栄町に含まれる。
かつては台北山砲隊が近くにあり、また台湾軍司令部とも相当に接近していた。どちらの組織も1950年代に拆除され、用地は1970年代に中正紀念堂の公園の一部となった。